# Akbaş, Güdül
Akbaş là một xã thuộc huyện Güdül, tỉnh Ankara, Thổ Nhĩ Kỳ. Dân số thời điểm năm 2011 là 89 người.